# Lyttelton Rail Tunnel
Der Lyttelton Rail Tunnel, ursprünglich Moorhouse Tunnel, ist ein 2.595 m langer, eingleisiger Eisenbahntunnel unmittelbar am Beginn der Bahnstrecke Lyttelton–Invercargill auf deren Abschnitt zwischen Lyttelton und Christchurch in der Region Canterbury auf der Südinsel Neuseelands.
Der Tunnel ging 1867 in Betrieb und war der erste und ist heute der älteste noch in Betrieb befindliche Eisenbahntunnel Neuseelands. Es war weltweit der erste Tunnel, der durch einen erloschenen Vulkan getrieben wurde.

## Geografische Lage

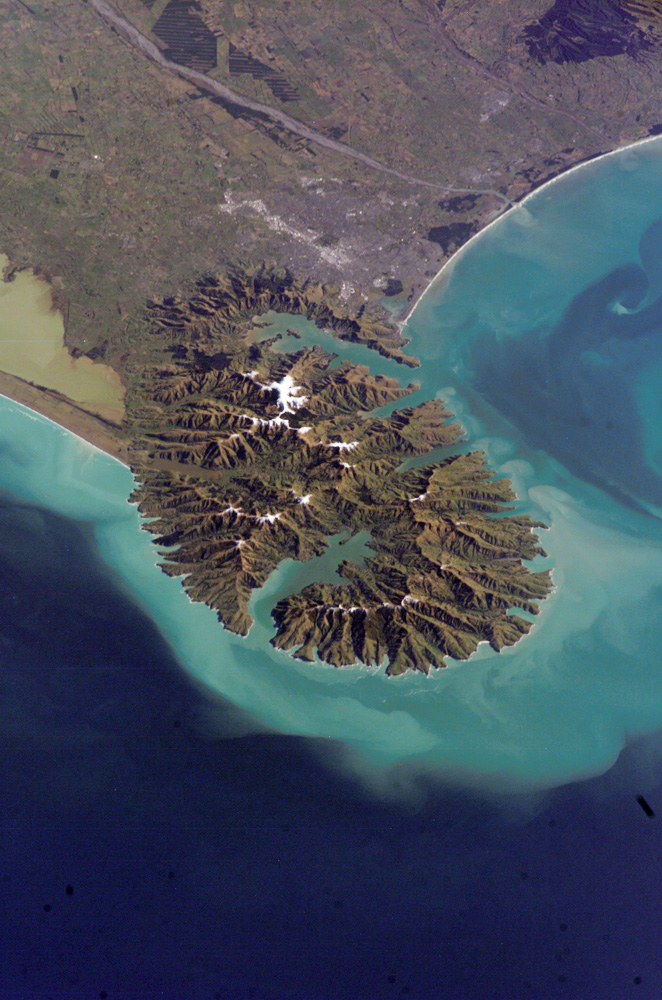
Der Tunnel verbindet den Lyttelton Harbour und die Canterbury Plains (oben)

Der Hafen von Lyttelton und die Stadt befinden sich nur rund 10 km südöstlich des Stadtzentrums von Christchurch. Die Verbindung zwischen beiden ist aber topografisch sehr erschwert, weil Lyttelton in der Caldera eines erloschenen Vulkans liegt, der die Banks Peninsula bildet. Der Rand der Caldera wird unter anderem von den Port Hills gebildet, die sich steil zwischen Christchurch und Lyttelton schieben.

## Geschichte

### Vorarbeiten
Die einzige direkte Verbindung zwischen dem Hafen in Lyttelton und den Canterbury Plains war zunächst nur ein Saumpfad über die Port Hills. Die seeseitige Alternative war der Weg über die Sandbank bei Sumner und dann den Heathcote River oder Avon River/Ōtakaro hinauf.
Das im November 1853 gegründete Selbstverwaltungsgremium der Siedler, der Canterbury Provincial Council, setzte daher schon vier Monate nach seiner Gründung eine Kommission ein, die Möglichkeiten einer besseren Verkehrsverbindung untersuchen sollte. Als technisch machbar galt damals eine Straßenverbindung über die Sumner Road, die unter dem Evans Pass einen 320 Meter langen Tunnel erhalten sollte. Für eine Eisenbahnverbindung gab es zwei Alternativen: eine direkte Streckenführung das Heathcote Valley hinab und durch einen 2,5 km langen Tunnel nach Lyttelton oder eine sehr viel längere Trasse die der Küste des Estuary of the Heathcote and Avon Rivers/Ihutai gefolgt, aber auch nicht ohne Tunnel ausgekommen wäre.
Eine Empfehlung für eine der Varianten sprach die Kommission nicht aus. Das führte dazu, dass die Eisenbahnplanung zeitweilig auf Eis gelegt wurde. Das Verkehrsproblem verschärfte sich aber zunehmend, so dass 1858 Superintendent William Sefton Moorhouse durchsetze, dass der Provinzrat sich der Frage erneut widmete. Der Rat stellte 4.000 £ für Ingenieurleistungen und die Ausschreibung des Baues zur Verfügung.
Die früher eingesetzte Kommission unter W. B. Bray untersuchte die beiden Eisenbahntrassen nun eingehender. Der Provinzingenieur Edward Dobson bevorzugte die Route über die Gollans Bay, da diese mit ihrer ausreichenden Wassertiefe auch ohne Baggerarbeiten als Reede genutzt werden könne. Das Gebiet war aber dem Wind ausgesetzt und dort zu wenig geeignete Fläche für Hafenanlagen vorhanden. Lyttelton, damals ein im Wachstum befindliches Wirtschaftszentrum von einiger Bedeutung, aber hatte einen natürlichen Tiefwasserhafen.
Ein Bericht des Ingenieurbüros George & Robert Stephenson favorisierte die direkte Strecke. Es sei die kürzeste Verbindung, der Bau sei 32 % billiger als die längere Strecke, sie wäre billiger zu betreiben und zu unterhalten. Einziger Vorteil der Strecke über die Gollans Bay sei eine prognostizierte Bauzeit von drei statt fünf Jahren. Die Kommission nahm den Bericht von Stephenson an und bat, einen geeigneten britischen Bewerber als Generalauftragnehmer zu suchen.
Superintendent Moorhouse war ein starker Befürworter des Tunnelprojekts. Während der Kampagne für seine Wiederwahl zum Superintendenten der Provinz Canterbury 1857 war der Tunnel zentrales Thema, da sich Moorhouses Konkurrent Joseph Brittan gegen die Idee aussprach. Moorhouse wurde von den Bürgern von Lyttelton stark unterstützt. Moorhouse siegte mit 727 gegen 352 Stimmen und startete das Projekt am 17. Juli 1861 mit dem ersten Spatenstich.

### Bau

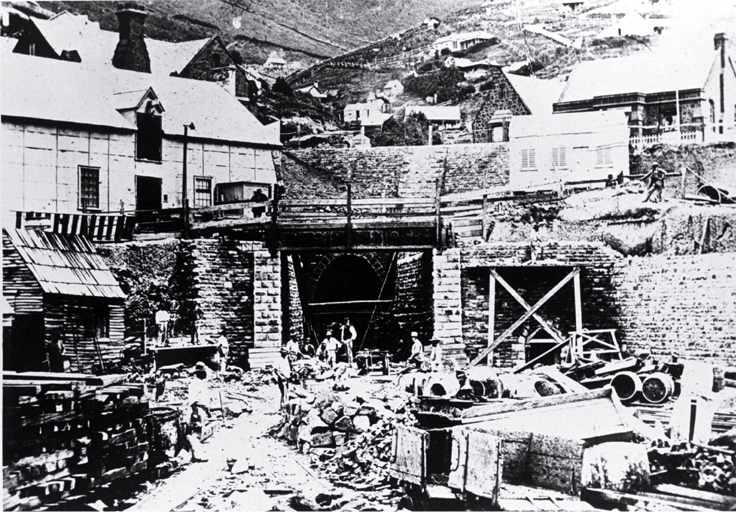
Portal in Lyttelton während der Bauarbeiten 1867

Den Bauauftrag erhielten John Smith und George Knight, die das Projekt in fünf Jahren fertigstellen wollten. Es wurde ein Preis von 190.551 £ für Tunnel und beide Portale vereinbart. Smith & Knight schickten gegen Ende 1859 einen Vertreter, einen Steiger und 12 Bergleute nach Neuseeland.
Sie trieben von beiden Enden des Tunnels Sondierungen in den Berg. 180 m vom Lytteltoner Ende trafen sie auf Fels, der sehr viel schwieriger abzutragen war, als sie es zuvor aufgrund von nach England versandten Proben vermutet hatten. Damit schien es unmöglich, den Auftrag für die vereinbarte Summe zu vollendeten und der Unternehmer forderte weitere 30.000 £, um die Arbeiten zu vollenden. Nach Beratung mit den Provinzingenieuren beschloss die Regierung von Canterbury, nicht weiter mit Smith & Knight zu arbeiten. Später stellte sich heraus, dass sich Smith & Knight zu diesem Zeitpunkt bereits in ernsten finanziellen Schwierigkeiten befanden.
Da Smith & Knight außerstande waren, ihren Vertrag zu erfüllen, suchte Moorhouse die Zustimmung des Rates für zwei Maßnahmen: Einerseits den Tunnel auf der Länge der von Smith & Knight zurückgelassenen Probegrabungen fertigzustellen und zweitens einen anderen Vertragspartner zur Fertigstellung des Tunnels zu suchen. Der Rat stimmte der ersten Forderung zu, auch da vertraglich mit Smith & Knight vereinbart war, die Verantwortung für die zum Tunnelbau ins Land geholten ausländischen Arbeiter zu übernehmen. Die Entscheidung über einen Nachfolger des ausgeschiedenen Bauunternehmers wurde vorerst abschlägig entschieden, da zuerst die Finanzierung zu klären war. Moorhouse setzte sich weiter für den Bau ein und schlug vor, dass die Regierung ein Darlehen dafür aufnehmen solle und ein „kompetentes und verantwortungsvolles Unternehmen“ für die Arbeiten unter Vertrag nehmen solle. Im Auftrag des Rates reiste Moorhouse im Januar 1861 nach Melbourne in Australien. Ergebnis war ein Vertrag mit Holmes & Richardson, der einen Komplettpreis von 195.000 £ einschließlich beider Portalen vorsah. Während der Laufzeit wurde die Summe für Verbesserungen am Portal in Lyttelton um weitere 5.000 £ aufgestockt.
Die Arbeiten wurden von beiden Seiten des Tunnels fortgesetzt. Als eine Gesamtlänge von 1844 Meter erreicht war, begann die Canterbury Southern Railway den Anschluss zu bauen. Deren Streckennetz wurde in der Breitspur von 1600 mm errichtet. Der Durchstich erfolgte am 28. Mai 1867 von Lyttelton aus. Mitte November wurden ein provisorisches Gleis im Tunnel verlegt. Die erste Lokomotive, Nr. 3, durchfuhr darauf den Tunnel am 18. November. Der von der gleichen Lokomotive gezogene erste Güterzug folgte eine Woche später, der erste Personenzug am 9. Dezember.
Offiziell wurden die Arbeiten aber erst im Juni 1874 fertiggestellt. Bis dahin hatte die Regierung weitere 20.710 £ für „Instandhaltung“ ausgegeben.
Das Eisenbahnministerium erwog 1914, den Tunnel mit einer zweiten Röhre zu versehen, was aber unterblieb.

### Betrieb

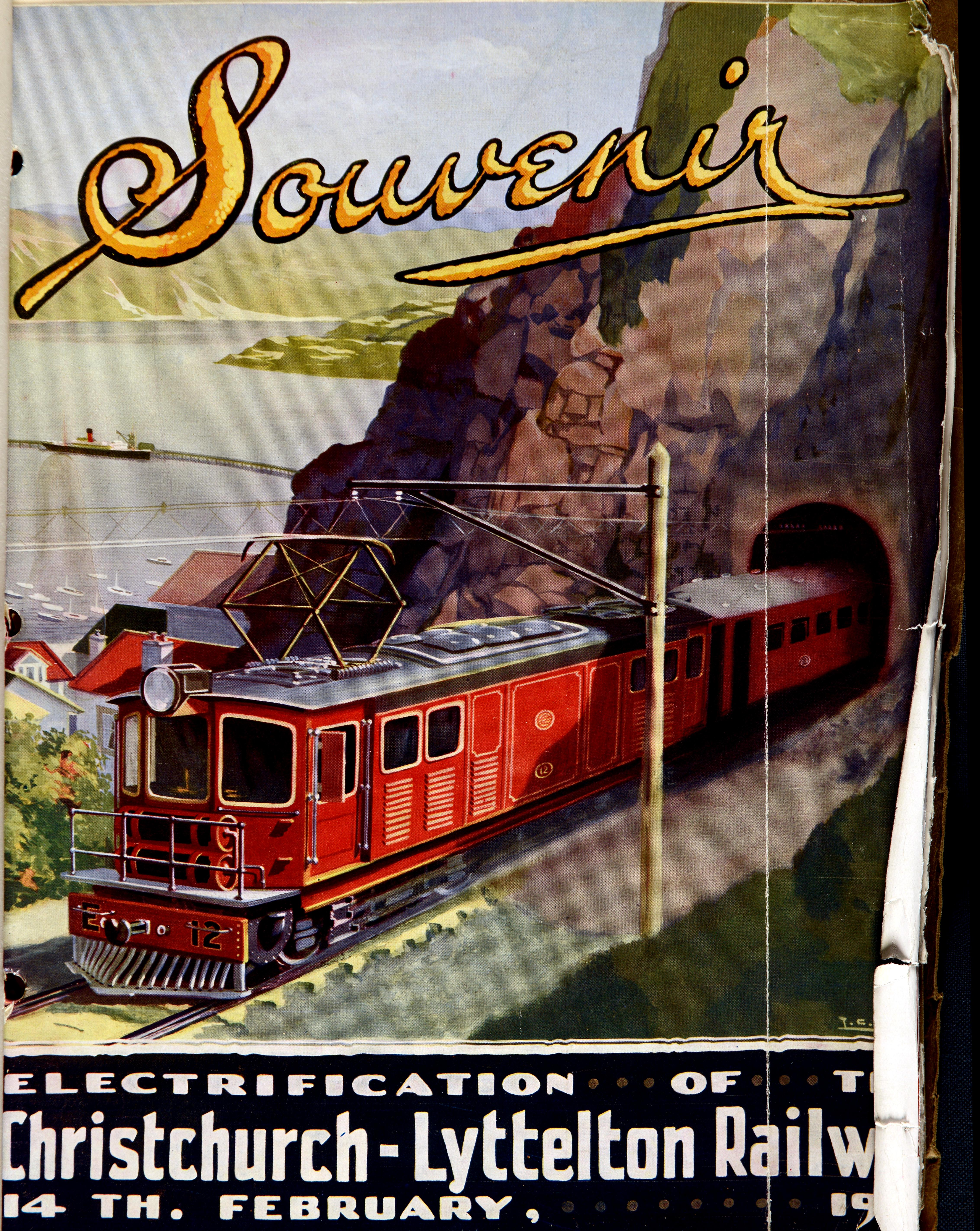
Souvenir zur Eröffnung des elektrischen Betriebs zwischen Christchurch und Lyttelton – in einer freien, künstlerischen Darstellung

Das ursprünglich in 1600 mm Breitspur errichtete Gleis wurde 1876 um eines in der landesüblichen Kapspur (1067 mm) ergänzt, der Breitspurbetrieb kurz darauf aufgegeben. Seit dem 10. April 1876 konnten auch Kapspur-Züge Lyttelton anfahren.
Der – zunächst alternativlose – Betrieb mit Dampflokomotiven führte im Tunnel zu erheblicher Rauchbelästigung. Das Eisenbahnministerium erprobte im August 1909 den Betrieb mit der auf einen Ölbrenner umgerüsteten Lokomotive Wf 433, was weniger Rauch verursachte. Die Lok zog während der Versuchsphase 450 Tonnen schwere Güterzüge durch den Tunnel. Obwohl die Rauchentwicklung tatsächlich gemindert wurde, gab man die Idee auf, weil die zusätzlichen Kosten zu hoch waren.
Zwanzig Jahre später wurde die Strecke zwischen Christchurch und Lyttelton elektrifiziert. Es wurde dazu das gleiche System verwendet, wie es sich im bereits 1923 elektrifizierten Otira-Tunnel bewährt hatte: Oberleitung mit einer Spannung von 1500 V. Da der Tunnel ursprünglich für die größeren Fahrzeuge der Breitspur gebaut worden war, war das Lichtraumprofil groß genug, um die Oberleitung ohne eine Aufweitung einbauen zu können. Der erste von einer Elektrolokomotive gezogene Zug durchfuhr den Tunnel am 14. Februar 1929.
1970 erreichten die E-Loks der Baureihe EC („Electric/Christchurch“) das Ende ihrer Lebensdauer. Mit der Umstellung des Bahnverkehrs auf Diesellokomotiven wurde die Oberleitung abgebaut.

## Heutige Nutzung
Der Tunnel befindet sich im Eigentum von ONTRACK und wird von KiwiRail betrieben. Er wird heute ausschließlich von Güterzügen befahren. Der Tunnel überstand die beiden Erdbeben der Jahre 2010 und 2011.